# FA-300
富士/ロックウェル FA-300
航空科学博物館に展示されるFA-300
- 用途：民間用ビジネス飛行機
- 製造者：富士重工業/ロックウェル・インターナショナル
- 初飛行：1975年11月
- 生産数：49機（モデル700/710）

FA-300は、日本の航空機メーカー富士重工業（当時。現・SUBARU）と、アメリカ合衆国のロックウェル・インターナショナル社が共同で開発したビジネス用双発プロペラ機。富士での呼称はモデル700。1975年（昭和50年）初飛行。1977年5月に航空局、同年9月に米国連邦航空局（FAA）の型式証明を取得。

## 概要
低価格で快適な機体を目指して製作された航空機である。機体は低翼配置、双発レシプロエンジン、3枚プロペラといったスタンダードな構成であるが、機首は鋭く尖っており、スマートな印象を与える。主翼は細長いがインテグラルタンク方式を採用、与圧キャビンは高度 7,000 メートルでも快適な環境を提供する。ジェット機並みの大型鋳造品を多用したこと、外皮に接着構造やケミカル・ミーリング（化学研削）など当時の最新技術を用いたところも特徴である。
日本のメーカーが海外メーカーと単独で提携し、民間機を国際共同開発した初めてのケースであった。
オイルショックの影響により、販売提携先のロックウェル・コマーシャル社の経営が悪化したため、ロックウェルは1980年（昭和55年）に軽飛行機部門から撤退、航空機部門をガルフストリーム・エアロスペース社に売却した。あおりを受けたFA-300は受注が確定する前に販売中止が決まり、すでに生産していた45機で生産終了となった。エンジンを450馬力に増強したモデル710も開発したが、国内向け2機、米国向け2機の4機の製造で終わった。損失は10億円に上り、FA-200の商業的失敗もあり、富士重工は独自の小型航空機事業から撤退せざるを得なくなった。金のかかる航空機製造部門を厄介に感じていた日本興業銀行出向幹部が富士重工の上層部を占めていたことも影響している。
その実績の少なさと知名度の低さにより、日本国内でもほとんど存在を知られていない。モデル700の試作1号機（JA5258）が成田国際空港に隣接した航空科学博物館に、モデル710の元・富士重工社用機（JA5271）がSUBARU宇都宮製作所に展示されている。

## スペック
- 定員 - 乗員2名 / 乗客5名
- 全長 - 12.04 m
- 全幅 - 12.94 m
- 全高 - 4.1 m
- 翼面積 - 18.6 m2
- 自重 - 2.3t
- 全備重量 - 2,993kg
- 最大離陸重量 - 3.8t
- エンジン - アブコ・ライカミング TIO-540-R2AD ×2（モデル700）
  - 性能 - 空冷水平対向6気筒チャージャー付き
  - 出力 - 340hp
- 最大速度 - 461 km/h=M0.38
- 経済巡航速度 - 394 km/h=M0.32
- 上昇限度 - 9,479 m

## 派生型
モデル700
基本形式。45機生産。
モデル710
エンジン出力を450馬力に強化したタイプ。4機生産。